# Нью Зиланд Найтс
«Нью Зиланд Найтс» (англ. New Zealand Knights FC) — новозеландский футбольный клуб, был единственным профессиональным футбольным клубом в стране до своего закрытия, основанный на базе клуба «Футбол Кингз». Базировался в Окленде, Новая Зеландия и выступал в высшей лиге Австралии А-лиге, позже уступив свое место другому новозеландскому клубу «Веллингтон Феникс».

## История
«Футбол Кингз» (продвигаемый как «Окленд Кингз» в Австралии) присоединился к австралийской Национальной футбольной лиге в 1999 году, где выступал в последних пяти сезонах лиги, ни разу не пробившись в плей-офф. Клуб изначально использовал правописание «Кингс», однако это было изменено на «Кингз» после юридических угроз от баскетбольной франшизы в «Сидней Кингс».
Футбольный бренд «Kingz» был ликвидирован в 2004 году и был реорганизован в «New Zealand Knights» в качестве новой франшизы для нового австралийского чемпионата по футболу под названием Hyundai A-League. Исследование рынка, проведенное клубом, для определения жизнеспособности новой идентичности для команды, показало, что 76 % респондентов высказались за изменение имени. Когда это исследование было сосредоточено на лицах в возрасте 35 лет и младше, процент в пользу изменения вырос до 90 %. Кроме того, имя «Knights» стало лидером на 30 % от второго по популярности варианта из предложенных в опросе.
Бывший президент клубов «Футбол Кингз» и «Уаитакере Сити» Энтони Ли был назначен президентом Рыцарей, а бывший генеральный менеджер «Футбол Кингз» Гай Хеддервик назначен исполнительным директором клуба.
Акционерами команды стали «Octagon Sport» (Брайан Кацан и его партнер Морис Кокс) владели 60 %, Энтони Ли и его «Total Football» Ltd. 20 %, остальными акционерами были Sky Television — 5 %, Крис Тёрнер — 10 % и Футбольная ассоциация Новой Зеландии — 5 %. Единственным крупным спонсором команды стал ритейлер Zero’s New Zealand с которым был заключен контракт на три сезона.
26 октября 2004 года Рыцари были подтверждены в качестве одного из восьми клубов-основателей А-Лиги. Джон Эдсхэд который был главным тренером сборной Новой Зеландии во время первого выступления на Чемпионате мира в 1982 году, назначен на должность главного тренера, в качестве первого капитана команды был подписан бывший игрок клуба АПЛ «Лидс Юнайтед» Дэнни Хэй.
Несмотря на то, что клуб приобрёл несколько игроков с большим опытом в английском футболе, многие эксперты не оценили Рыцарей как серьезных претендентов на титул А-Лиги, они считались скорее главными аутсайдерами. К концу сезона команда оказалась на последнем месте в чемпионате.
В апреле 2006 года Эдсхэд подал в отставку в связи с плохим выступлением в прошедшем сезоне. Через месяц после его отставки и. о. главного тренера Пол Невин был назначен главным тренером на постоянной основе. В конце октября 2006 года стали появляться слухи о том, что в связи с плохим выступлением в чемпионате и низкой посещаемостью на Норт-Харбор Стэдиум Футбольная федерация Австралии рассматривает возможность отзыва лицензии у новозеландской команды и передачи его место новой команде с сезона 2007/08.
15 ноября 2006 года правление уволило Невина в связи с плохими результатами.
В декабре слухи об отзыве лицензии усилились и позднее подтвердились после того как в Футбольная ассоциация Новой Зеландии что не видит в этом ничего плохого. ФФА продолжило выражать недовольство низкой посещаемостью, плохими результатами команды и отсутствием отечественных игроков. 14 декабря ФФА отозвала лицензию у владельцев клуба. Футбольная ассоциация Новой Зеландии взяла на себя управление клубом в течение пяти недель, оставшихся до конца чемпионата, главным тренером был назначен главный тренер сборной Новой Зеландии Рики Херберт. Фактически команда распустилась после последнего матча регулярного чемпионата против «Перт Глори» 21 января 2007 года.
После некоторых задержек, 19 марта 2007 года было объявлено что место Рыцарей займет новый клуб из Новой Зеландии «Веллингтон Феникс».
В 2013 году появлялась информация о возможном возвращении Рыцарей или другого клуба из Окленда в А-лигу. Растущая посещаемость на домашних матчах «Веллингтон Феникс», говорить о возможном спросе на второй новозеландский клуб в лиге.

## Статистика выступлений в А-Лиге
| Сезон   | Итоговое место | М  | В | Н | П  | МЗ | МП | РМ  | О  | Лучший результат                                    | Худший результат                             |
| ------- | -------------- | -- | - | - | -- | -- | -- | --- | -- | --------------------------------------------------- | -------------------------------------------- |
| 2005/06 | 8              | 21 | 1 | 3 | 17 | 15 | 47 | -32 | 6  | 2:0 против «Сентрал Кост Маринерс» 10 сентября 2005 | 0:4 против «Ньюкасл Джетс» 18 сентября 2005  |
| 2006/07 | 8              | 21 | 5 | 4 | 12 | 13 | 39 | -26 | 19 | 3:1 против «Квинсленд Роар» 29 декабря 2006         | 0:5 против «Квинсленд Роар» 15 сентября 2006 |

## Главные тренеры
| Имя             | Национальность      | Начало работы | Окончание работы | Статистика | Статистика | Статистика | Статистика | Статистика | Статистика | Статистика | Статистика |
| Имя             | Национальность      | Начало работы | Окончание работы | М          | В          | Н          | П          | ЗМ         | ПМ         | РМ         | Очки       |
| --------------- | ------------------- | ------------- | ---------------- | ---------- | ---------- | ---------- | ---------- | ---------- | ---------- | ---------- | ---------- |
| Джон Эдсхэд     | Флаг Новой Зеландии | январь 2005   | апрель2006       | 21         | 1          | 3          | 17         | 15         | 47         | −32        | 6          |
| Пол Невин       | Флаг Англии         | май 2006      | ноябрь 2006      | 12         | 2          | 1          | 9          | 4          | 26         | −22        | 7          |
| Барри Симмондсd | Флаг Англии         | ноябрь 2006   | ноябрь 2006      | 4          | 0          | 2          | 2          | 3          | 8          | −5         | 2          |
| Рики Хербертe   | Флаг Новой Зеландии | Декабрь 2006  | январь 2007      | 5          | 3          | 1          | 1          | 6          | 5          | 1          | 10         |
| Итого           |                     | август 2005   | январь 2007      | 42         | 6          | 7          | 29         | 28         | 86         | -58        | 25         |